# Daniel Sulikowski
Daniel Sulikowski (3. nebo 4. ledna 1808 Łubno – 2. března 1892) byl rakouský římskokatolický duchovní a politik polské národnosti z Haliče, v 2. polovině 19. století poslanec Říšské rady.

## Biografie
Absolvoval studium v konviktu ve Vídni. 25. července 1833 byl vysvěcen na kněze. Po čtyři roky byl následně kooperátorem a katechetou na hlavní škole v Řešově, po dva roky katechetou na reálné škole v Jarosławi. Pak byl farářem v Kobylance, poté katechetou v Přemyšli a profesorem na tamním biskupském teologickém institutu. Od roku 1845 působil jako farář v Słocině u Řešova. Apoštolský vikář v Krakově ho jmenoval čestným konzistorním radou. Po třicet let byl řešovským víceděkanem.
1. února 1867 byl zvolen na Haličský zemský sněm za kurii venkovských obcí, obvod Tyczyn, Strzyżów. Zemský sněm ho 2. března 1867 zvolil i do Říšské rady. Teprve 17. ledna 1870 ale složil slib a již 31. března 1870 se dopisem vzdal mandátu v rámci hromadných rezignací federalisticky orientovaných polských poslanců.